# Association découvrir
L'association découvrir (appelée aussi découvrir) est une association suisse, fondée en 2007, qui œuvre dans le domaine de l'intégration, en améliorant la situation professionnelle des personnes qualifiées issues de l'immigration qui résident en Suisse romande (principalement des femmes).

## Origine et fondation

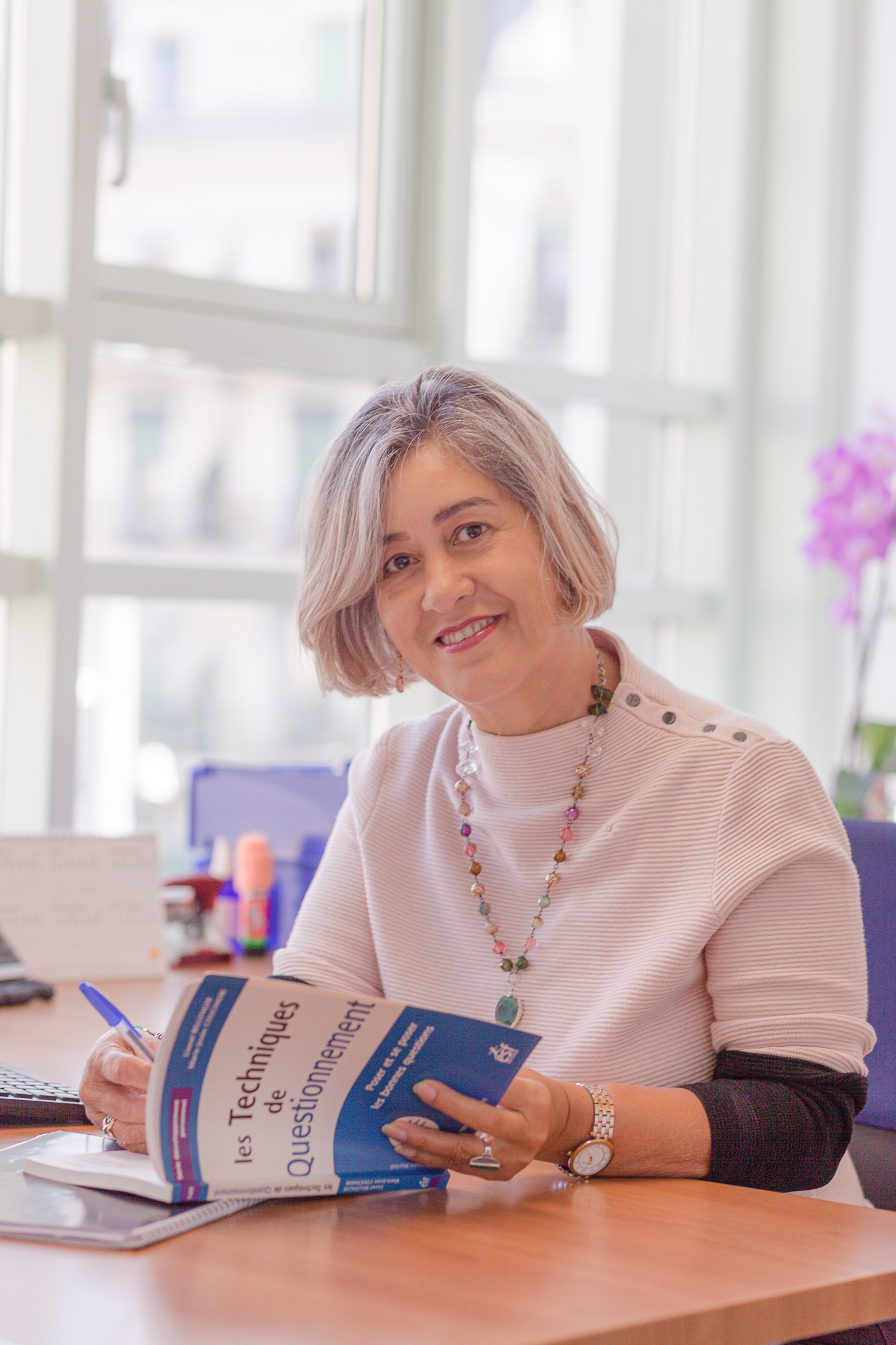
Rocio Restrepo.

En 1999, Rocio Restrepo a 38 ans lorsqu'elle doit, pour des raisons politiques, quitter son pays, la Colombie, laissant derrière elle 18 années de carrière dans le travail social et la gestion des ressources humaines. Réfugiée à Genève, elle cherche rapidement à retrouver un emploi qui corresponde à ses compétences mais n'y parvient pas. Les obstacles sont trop nombreux : barrière de la langue, méconnaissance du marché du travail, absence de réseau professionnel, non-reconnaissance de son expérience et de ses diplômes, etc. Ses échanges avec d'autres femmes d'origine étrangère lui donnent l'idée de réaliser en 2005, en parallèle de sa formation en psychologie à l'université de Genève, une étude qui porte sur le parcours de ces femmes et sur les obstacles qui les empêchent de s'intégrer. Présentée aux autorités genevoises, l'étude suscite un fort intérêt.
Deux ans plus tard, le 17 février 2007, l'association découvrir est créée,,,,.

## Activités
Soutenue par la Confédération suisse, découvrir crée tout d'abord, en 2008, ProActe, un programme d'accompagnement qui permet aux femmes migrantes qualifiées de retrouver confiance dans leurs capacités, en construisant pendant cinq mois, leur projet professionnel, en développant un réseau, etc.,,. L'année suivante, elle publie, avec le soutien des autorités cantonales, un Guide pratique pour les femmes migrantes à la recherche d'un emploi,.
En 2010, l'association met en place, pour renforcer les compétences linguistiques des personnes, des cours collectifs de français langue étrangère de niveau intermédiaire (cours certifiés eduQua, le certificat suisse de qualité pour les institutions de formation continue ). Elle pose aussi les bases des futurs services Profil+, pour l'adaptation et l'optimisation du dossier de candidature selon les normes suisses (révision du curriculum vitæ, des lettres de motivation, etc.), et Redes, un service d'information et d'aide aux démarches de reconnaissance de diplômes acquis à l'étranger,.
En 2013, elle ouvre une antenne à Neuchâtel. De nouveaux cours de français sont aussi mis en place pour la préparation des examens DELF B2 et DALF C1. En 2014 et 2015, des cours de français pour débutants sont créés ainsi que des cours d'anglais de niveau débutant et intermédiaire, un programme de mentorat est lancé avec le soutien de la Confédération suisse, le service Réussir est créé pour la préparation aux entretiens d'embauche, ProActe démarre à Neuchâtel et trois autres antennes sont ouvertes à Lausanne et à Pully, puis à Renens, en 2023.
En 2015, découvrir obtient le label 1+ pour tous « Employeur responsable », pour son engagement en faveur de l'emploi et de l'intégration par le travail. L'année suivante, elle met en place de nouveaux cours de français pour le niveau avancé. Elle met aussi en œuvre à Genève, à Lausanne et à Pully, un Plan d'action entreprises qui permet à l'association de créer des liens avec le tissu entrepreneurial local et régional,,.

## Organisation et réseau
découvrir est une association de droit privé régie par les articles 60 et suivants du Code civil suisse. Son siège est situé à Genève. Deux antennes sont aussi présentes dans les cantons de Neuchâtel et de Vaud,.
Dans le domaine de la cohésion sociale, découvrir appartient à plusieurs réseaux ou collectifs comme le Réseau Femmes*, une plateforme qui réunit quatorze associations féminines genevoises, le Collectif d'associations pour l'action sociale (CAPAS) qui rassemble cinquante associations et fondations genevoises actives dans le domaine de l'action sociale et la Coordination asile Genève, une association qui défend le droit d’asile dans le canton de Genève et en Suisse. Dans le domaine de l'emploi, découvrir travaille en partenariat avec Insertion Suisse (et Insertion Genève, sa section régionale), l’association faîtière nationale de l’insertion socioprofessionnelle qui regroupe plus de 230 membres actifs dans le domaine. Dans celui du développement économique et social, des liens étroits ont été tissés avec la Chambre vaudoise du commerce et de l’industrie (CVCI), une association privée indépendante qui regroupe près de 3200 entreprises, tous secteurs économiques confondus.

## Publication
- Canton de Genève (canton). Bureau de l'intégration des étrangers, Genève (canton). Office pour l'orientation, la formation professionnelle et continue et Découvrir (Genève), Guide pratique pour les femmes migrantes en recherche d'emploi, Genève, République et Canton de Genève : Association Découvrir, 2012, 2e éd. (1re éd. 2009), 75 p. (lire en ligne)
- Zahi Haddad, Migrantes et qualifiées, quinze femmes en quête de reconnaissance professionnelle, 2023, 1e éd.